# Adolf Weckman
Adolf Weckman (i riksdagen kallad Weckman i Kila), född 20 januari 1840 i Lunda socken i Södermanland, död 13 juli 1919 i Stora Malms församling, var en svensk verkställande direktör och politiker. Han var ledamot av riksdagens andra kammare 1882-1884 för Jönåkers härads valkrets.